# فریب چشم

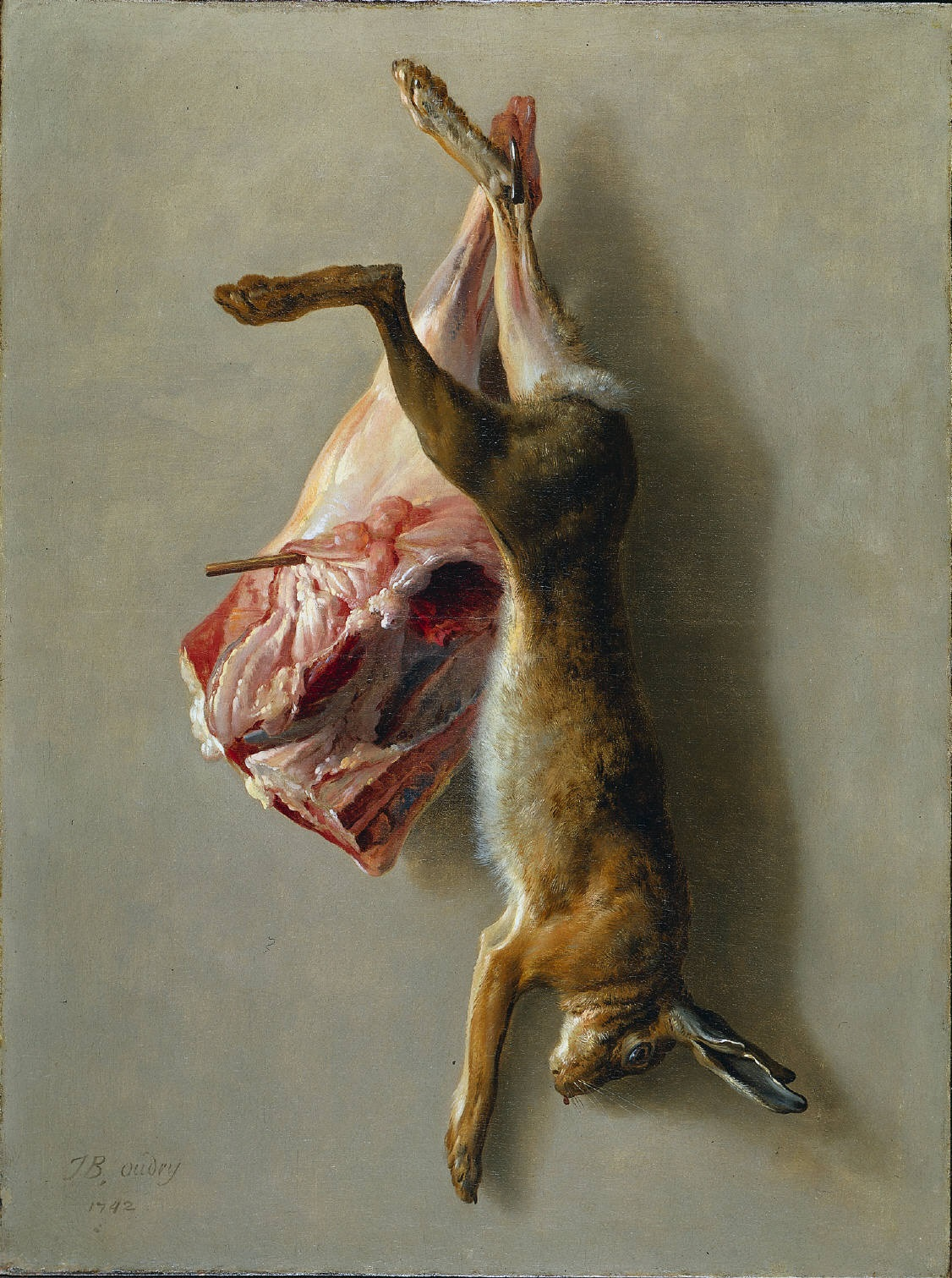
طبیعت بی‌جان با خرگوش و ران بره اثر ژان-بتیست اودری. این اثر اکنون در مالکیت موزه هنر کلیولند قرار دارد.

فریب چشم یا ترومپ‌لو‌ی (فرانسوی: Trompe-l'œil؛ تلفظ فرانسوی: [tʁɔ̃p lœj]) شیوه‌ای در هنر نقاشی است که در آن از تصاویر واقع بینانه، توهم نوری را پدیدمی‌آورند تا اشیا به صورت سه بعدی به تصویر کشیده شوند. 

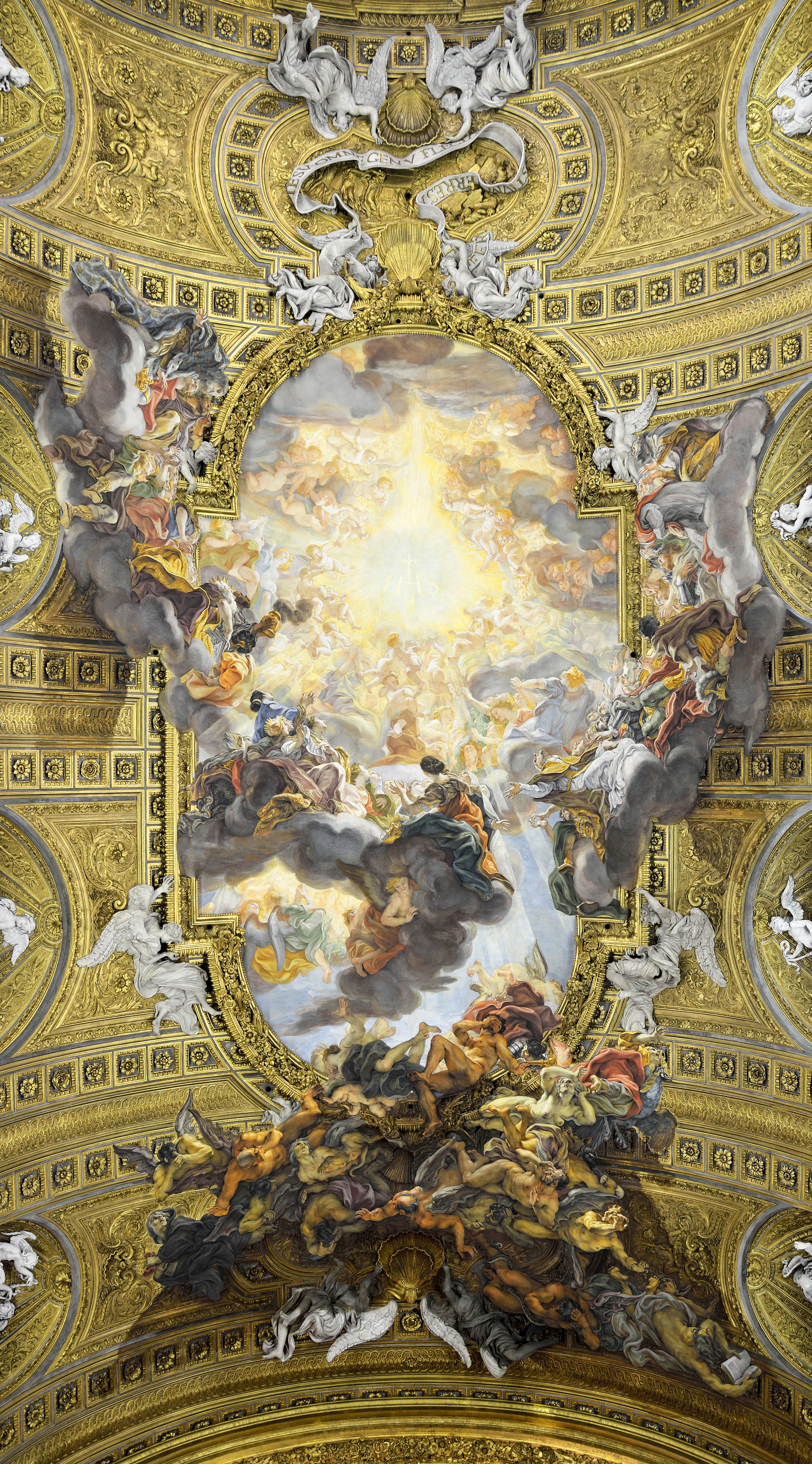
در فرسکوی شکوه نام عیسی، گائولی از تکنیک ترومپ‌لو‌ی استفاده کرده که به معنای «فریب چشم» است. اثر به طریقی طراحی شده که به نظر می‌رسد نام عیسی (IHS) با نورهای خیره‌کننده احاطه شده و فرشتگان و قدیسان به سوی آن جذب و به سمت بیرون و از سقف کلیسا خارج می‌شوند. این تکنیک باعث «ایجاد عمق و حس حرکت» در چشم بیننده می‌شود و تماشاگر را در فضای معنوی کلیسا غرق می‌کند.

## نگارخانه

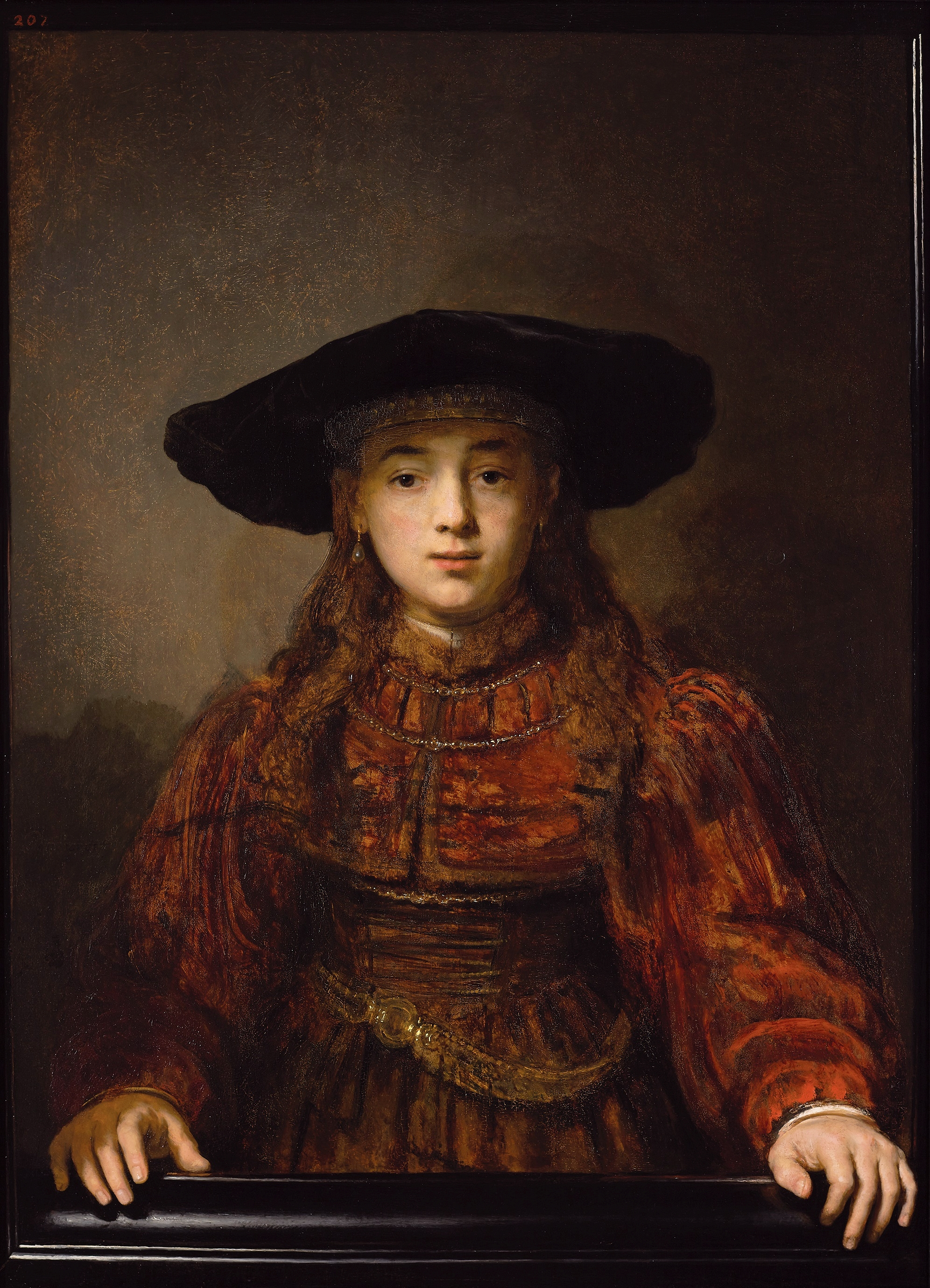
دختری در قاب ۱۶۴۱ م. اثر رامبرانت دژ پادشاهی، ورشو
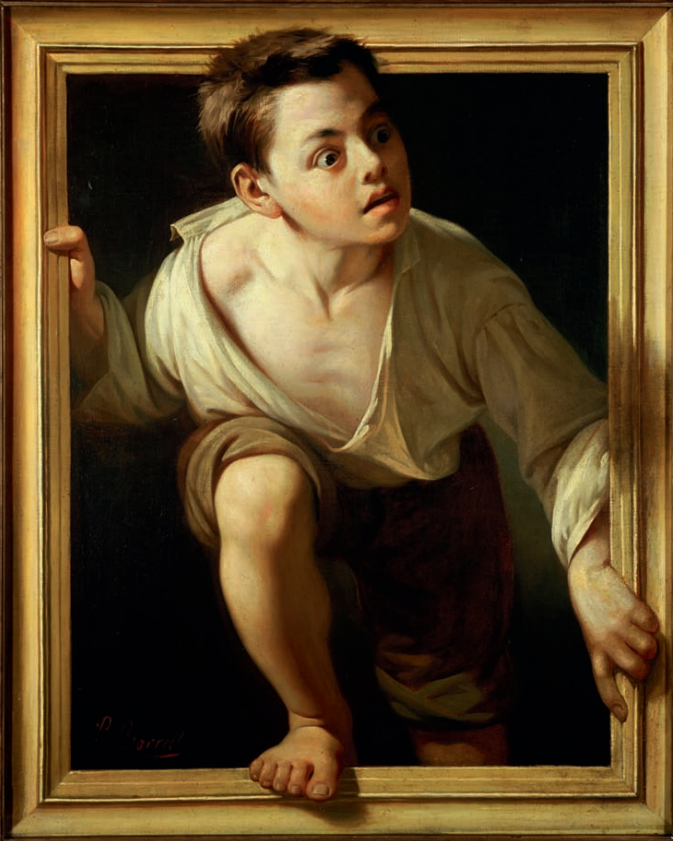
فرار از انتقاد ۱۸۷۴ م. اثر پِرِ بورل دل کاسو خزانهٔ بانک مرکزی اسپانیا
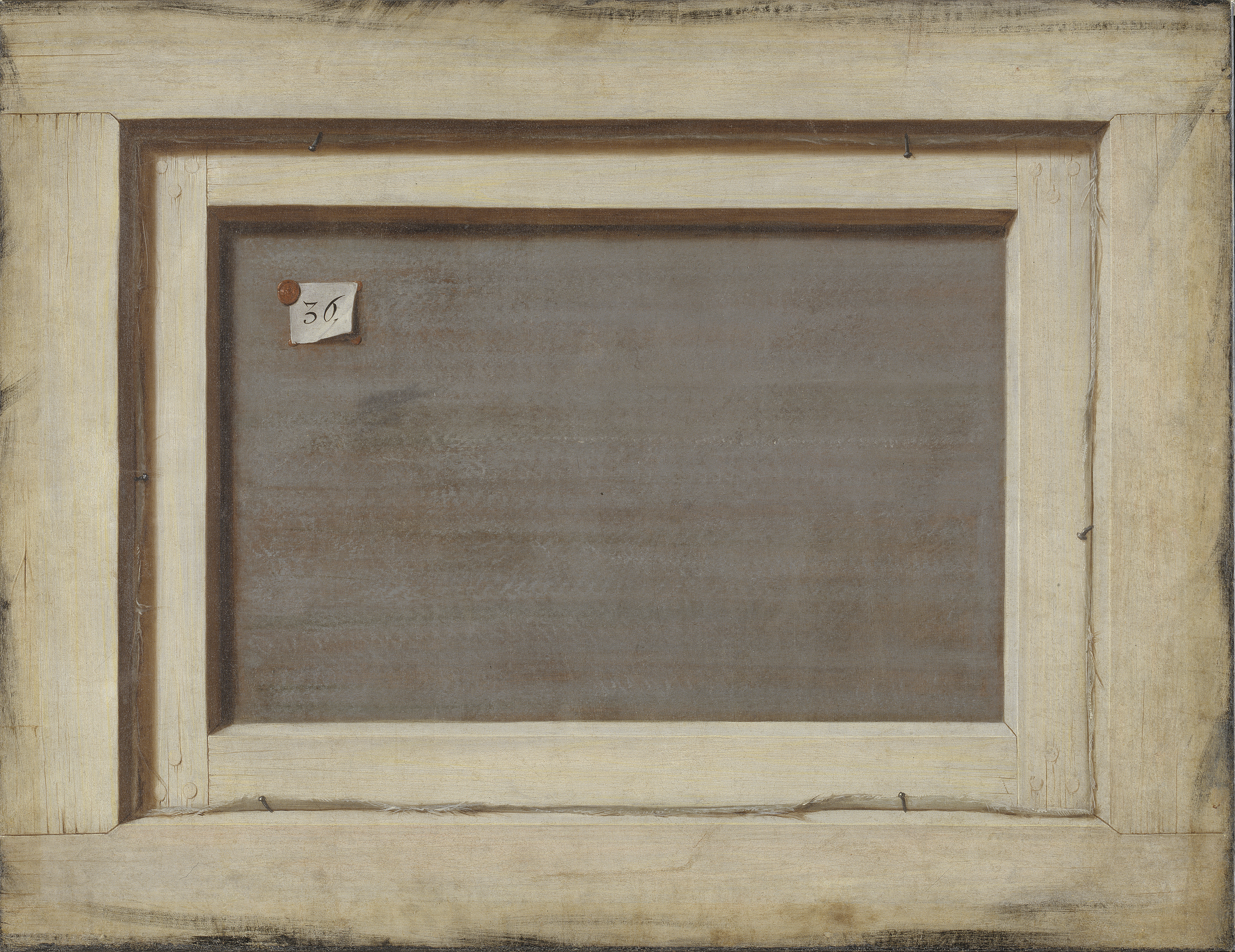
پشت یک نقاشی قاب‌شده حدوداً بین ۱۶۶۸ و ۱۶۷۲ م. اثر کورنیلیس نوربرتوس گیسبریختس نگارخانه ملی دانمارک
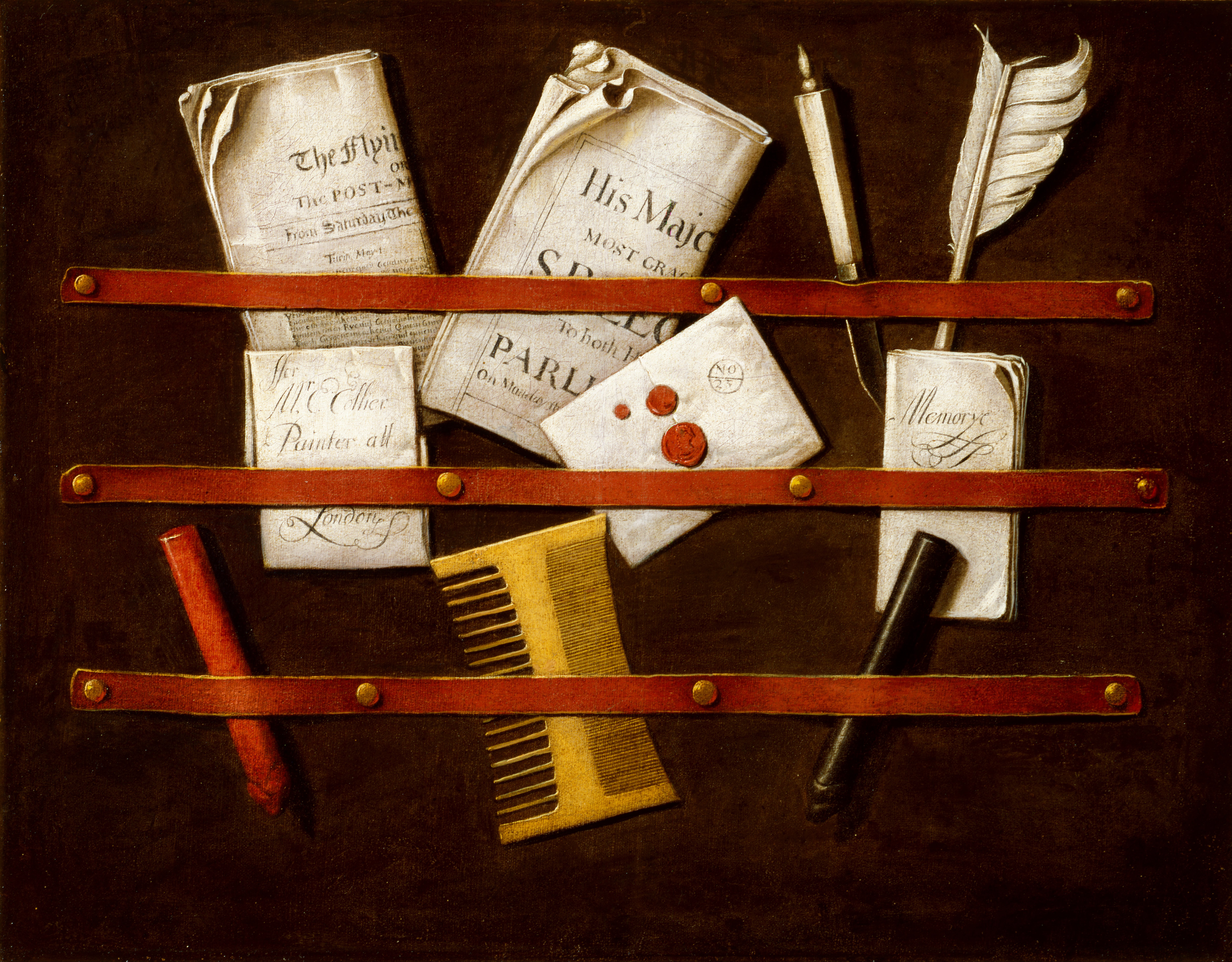
روزنامه‌ها، نامه‌ها و ابزارهای نوشتن روی یک تخته چوبی حوالی ۱۶۹۶ م. اثر اورت کولیر تیت
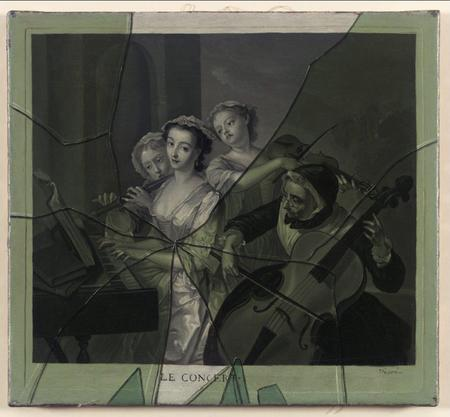
شیشه شکستهٔ دور قاب
بین ۱۷۶۰ و ۱۷۷۰ م.
اثر فرانسوا خاویر ویسپره
موزه هسن کاسل